# Trung Sơn, Tuyên Quang
Trung Sơn là một xã thuộc tỉnh Tuyên Quang, Việt Nam.
Xã có diện tích 42,92 km², dân số năm 1999 là 2747 người, mật độ dân số đạt 64 người/km².